# Космос-1567
Космос-1567 је један од преко 2400 совјетских вјештачких сателита лансираних у оквиру програма Космос.
Космос-1567 је лансиран са космодрома Тјуратам, Бајконур, СССР, 30. маја 1984. Ракета-носач је поставила сателит у орбиту око планете Земље. Маса сателита при лансирању је износила 3000 килограма. Космос-1567 је био војни извиђачки сателит за праћење флоте.